# José Luis Duque González
José Luis Duque González   (Bilbao, 27 d'octubre de 1918 - Bilbao, 9 de novembre de 1991) fou un futbolista basc de la dècada de 1940.
Començà la seva carrera com a futbolista a la UD Salamanca, amb la qual va debutar a Segona Divisió el 1939. El 1942 es va incorporar a l'Athletic Club a primera divisió, però no gaudí de molts minuts. La temporada 1943-44 va iniciar la temporada jugant un partit amb l'Arenas Club a Segona Divisió i, per a la següent setmana, va tornar al club bilbaí, però no va tenir continuïtat.
La seva següent destinació va ser al RCD Espanyol, en què va passar dues temporades. En la seva primera campanya va disputar 14 partits oficials. La temporada 1945-46 va jugar cedit al CF Reus Deportiu. Posteriorment retornà a la UD Salamanca, i més tard a Racing de Santander, Gimnástica de Torrelavega i SD Eibar.